# Tercera División de México 2014-15
La Temporada 2014-15 de la Tercera División de México fue el quincuagésimo quinto torneo de esta división.

## Formato de competencia
De los 226 equipos se dividen por zonas geográficas quedando 14 grupos de 9 a 18 equipos; cada grupo hace un calendario de juegos entre todos esos a doble visita recíproca, por cada juego se otorgan 3 puntos al vencedor, un punto por empate más un punto extra que se define en series de penales que se adjudica el ganador y 0 puntos por derrota; se califican 2 o 4 equipos según la cantidad de clubes por grupo; en total 64 equipos califican a la liguilla por el título pasando desde los treintaidosavos de final, hasta la final; donde el vencedor o campeón asciende a la Liga Premier de Ascenso de la Segunda División, en tanto el derrotado pasa a Liga de Nuevos Talentos.
En cuanto a equipos filiales, pueden disputar el título de filiales sin derecho de ascenso, estos califican 8 por torneo corto jugando solo cuartos de final, semifinal y final.
En cuanto al descenso no existe, cada equipo si no paga sus cuotas puede salir de la división aún en plena temporada, antes de cada torneo los equipos deben pagar su admisión a la división la cantidad de $34,800 pesos; y cubrir los requisitos de registro de 30 elementos por equipo (cada elemento paga alrededor de $2,000 pesos), se incluyen entrenadores (que pagan por separado su afiliación ante la FMF), también se pagan los balones de juego marca Voit exclusivamente que la F.M.F suministra, el arbitraje cada juego se paga, pero el gasto que corre por cuenta del equipo local y derecho de juego; en cuanto a multas cada club paga desde no presentarse a tiempo al partido, insultar al arbitraje, problemas que genere la afición, por cada amonestación y expulsión de los jugadores, grescas entre jugadores etc. Los equipos que clasifican a Liguilla por el título deben pagar cuotas extras. Si algún equipo decide cambiar de nombre y sede debe pagar cuotas que ello genere, más su admisión, es por esta razón que cada año hay nuevos equipos y otros que dejan de competir repentinamente.
Si hay oportunidad, hay ascenso desde la Cuarta división, pero el equipo debe pagar sus cuotas.

### Ascensos y descensos
| Pos. | Descendido a la Tercera División de México |
| ---- | ------------------------------------------ |
| 32º  | Atlante Tabasco                            |

| Pos. | Ascendido a la Liga de Nuevos Talentos |
| ---- | -------------------------------------- |
| 2°   | Real Zamora                            |

| Pos. | Ascendido a la Liga Premier |
| ---- | --------------------------- |
| 1°   | Tuzos Pachuca               |

## Equipos participantes
Clubes en la temporada 2014-2015.

### Grupo I
| Equipo                | Ciudad                         | Estadio                               |
| --------------------- | ------------------------------ | ------------------------------------- |
| Atlante Tabasco       | Villahermosa, Tabasco          | Centro de Formación Atlante Tabasco   |
| Bonfil                | Cancún, Quintana Roo           | La Parcela                            |
| Campeche F.C.         | Campeche, Campeche             | Kin-Ha                                |
| Chetumal              | Chetumal, Quintana Roo         | 10 de Abril                           |
| Corsarios de Campeche | Campeche, Campeche             | Universitario                         |
| Dragones de Tabasco   | Villahermosa, Tabasco          | Olímpico de Villahermosa              |
| Inter Playa "B"       | Playa del Carmen, Quintana Roo | Unidad Deportiva Félix González Canto |
| F.C. Itzaes           | Homún, Yucatán                 | Hipólito Tzab                         |
| Jaguares de la 48     | Villahermosa, Tabasco          | Sergio Lira Gallardo                  |
| Mapaches UTCAM        | Ciudad del Carmen, Campeche    | Universidad Tecnológica de Campeche   |
| Mérida                | Mérida, Yucatán                | Alonso Diego Molina                   |
| Pioneros Junior (*)   | Cancún, Quintana Roo           | Cancún 86                             |
| Yalmakan F.C.         | Cancún, Quintana Roo           | Cancha 1CEDAR                         |

### Grupo II
| Equipo                            | Ciudad                         | Estadio                                |
| --------------------------------- | ------------------------------ | -------------------------------------- |
| Atlético Acayucan                 | Acayucan, Veracruz             | Unidad Deportiva Vicente Obregón       |
| Atlético Boca del Río             | Boca del Río, Veracruz         | Unidad Deportiva Hugo Sánchez Márquez  |
| Atlético Ixtepec                  | Ciudad Ixtepec, Oaxaca         | Brena Torres                           |
| Atlético Veracruz "B" (*)         | Veracruz, Veracruz             | La Finca JR                            |
| Azucareros de Tezonapa            | Tezonapa, Veracruz             | Ernesto Jácome Pérez                   |
| Búhos de Xalapa                   | Xalapa, Veracruz               | Lic. Antonio M. Quirazco               |
| Cafetaleros de Xalapa             | Xalapa, Veracruz               | El Rosario                             |
| Chimbombos de Cintalapa           | Cintalapa, Chiapas             | Unidad Deportiva Municipal             |
| Cruz Azul Lagunas (*)             | Lagunas, Oaxaca                | Cruz Azul                              |
| Delfines UGM                      | Orizaba, Veracruz              | UGM                                    |
| Estudiantes de San Andrés         | San Andrés Tuxtla, Veracruz    | Unidad Deportiva Lino Fararoni         |
| Halcones Marinos de Veracruz      | Boca del Río, Veracruz         | Universidad Cristóbal Colón            |
| Lanceros de Cosoleacaque          | Cosoleacaque, Veracruz         | Unidad Deportiva Miguel Hidalgo        |
| Limoneros de Martínez de la Torre | Martínez de la Torre, Veracruz | El Cañizo                              |
| Mezcalapa F.C.                    | Mezcalapa, Chiapas             | Lic. Adolfo López Mateos "La vaporera" |
| Piñeros de Loma Bonita            | Loma Bonita, Oaxaca            | 20 de Noviembre                        |
| Poza Rica                         | Poza Rica, Veracruz            | Heriberto Jara Corona                  |
| Valle Verde F.C.                  | Jiquipilas, Chiapas            | Richard Ruíz                           |

### Grupo III
| Equipo                          | Ciudad                        | Estadio                         |
| ------------------------------- | ----------------------------- | ------------------------------- |
| Albinegros de Orizaba "B"       | Orizaba, Veracruz             | E.M.S.A.                        |
| Atlético Hidalgo                | Pachuca, Hidalgo              | La Higa                         |
| Cefor Cuauhtémoc Blanco         | México, D.F.                  | Nido Águila                     |
| Deportivo Anlesjeroka           | Tehuacán, Puebla              | Anlesjeroka                     |
| Deportivo Ixmiquilpan           | Ixmiquilpan, Hidalgo          | Unidad Deportiva Ixmiquilpan    |
| Héroes de Veracruz              | Xiutetelco, Puebla            | Municipal Xiutetelco            |
| Leones de Huauchinango          | Huauchinango, Puebla          | Unidad Deportiva México         |
| Linces de Tlaxcala              | Tlaxcala, Tlaxcala            | Maracana                        |
| Lobos BUAP "C"                  | Puebla, Puebla                | Centro de Formación C-1         |
| F.C. Los Ángeles                | Puebla, Puebla                | Ex Hacienda San José Maravillas |
| Puebla SAI                      | Santa Isabel Cholula, Puebla  | Santa Isabel Cholula            |
| Reales de Puebla                | Puebla, Puebla                | Preparatoria Benito Juárez      |
| Santos Córdoba                  | Córdoba, Veracruz             | Rafael Murillo Vidal            |
| Star Club                       | Tlaxcala, Tlaxcala            | San José del Agua               |
| Sultanes de Tamazunchale        | Tamazunchale, San Luis Potosí | Deportivo Solidaridad           |
| Universidad del Golfo de México | Orizaba, Veracruz             | Universitario UGM               |

### Grupo IV
| Equipo                      | Ciudad                                  | Estadio                         |
| --------------------------- | --------------------------------------- | ------------------------------- |
| Águilas de Teotihuacán      | Acolman, Estado de México               | Municipal Acolman               |
| Álamos F.C.                 | México, D.F.                            | M.M. Cd. Deportiva Campo No. 9  |
| Alebrijes de Oaxaca "C" (+) | México, D.F.                            | Alberto Pérez Navarro           |
| Ángeles de la Ciudad        | México, D.F.                            | Jesús Palillo Martínez          |
| Coyotes Neza                | Ciudad Nezahualcóyotl, Estado de México | Soraya Jiménez                  |
| Dragones de Xochimilco      | Xochimilco, México, D.F.                | Valentín González               |
| Club Helénico               | México, D.F.                            | Ciudad Deportiva M.M. Campo 7   |
| Iztacalco                   | Ixtapaluca, Estado de México            | Unidad Deportiva Chapa de Mota  |
| Lobos Unión Neza            | Ciudad Nezahualcóyotl, Estado de México | Deportivo Francisco I. Madero   |
| Marina                      | México, D.F.                            | Valentín González               |
| Morelos Ecatepec            | Ecatepec, Estado de México              | Adolfo López Mateos             |
| Pachuca Aragón GAM          | México, D.F.                            | Deportivo Plutarco Elías Calles |
| Politécnico                 | México, D.F.                            | Hugo Sánchez                    |
| Real Olmeca Sport           | Tlalnepantla, Estado de México          | M.M. Cd. Deportiva Campo No. 7  |
| San José del Arenal         | Chalco, Estado de México                | José Carbajal García            |
| Santa Rosa                  | México, D.F.                            | San Isidro                      |
| Sporting Canamy             | México, D.F.                            | Deportivo Francisco I. Madero   |
| Tecamachalco Sur            | Huixquilucan, Estado de México          | Alberto Pérez Navarro           |

### Grupo V
| Equipo                       | Ciudad                           | Estadio                          |
| ---------------------------- | -------------------------------- | -------------------------------- |
| Atlético CACSA               | Metepec, Estado de México        | Unidad Cultural SNTE             |
| Atlético Naucalpan           | Naucalpan, Estado de México      | Unidad Cuauhtémoc                |
| Atlético UEFA                | México, D.F.                     | Campos Fragoso                   |
| Deportivo Metepec            | Metepec, Estado de México        | Jesús Lara                       |
| Deportivo Vallesano          | Valle de Bravo, Estado de México | La Capilla                       |
| Estudiantes de Atlacomulco   | Atlacomulco, Estado de México    | Municipal de Atlacomulco         |
| Fuerza Mazahua               | Metepec, Estado de México        | Municipal de Atlacomulco         |
| Futcenter                    | Atizapan, Estado de México       | Luis García Postigo              |
| Gladiadores Calentanos       | Arcelia, Guerrero                | Unidad Cuauhtémoc                |
| Grupo Sherwood               | Metepec, Estado de México        | Ixtapan 90                       |
| Guerreros de Tierra Caliente | Ciudad Altamirano, Guerrero      | Rogelio García                   |
| C.D. Jilotepec               | Jilotepec, Estado de México      | Rubén Chávez Chávez              |
| Real Halcones                | Cuauhtémoc, México, D.F.         | Ana Gabriela Guevara             |
| C.D. Tejupilco               | Tejupilco, Estado de México      | Unidad Deportiva                 |
| Tolcayuca F.C.               | Naucalpan, Estado de México      | Los Pinos                        |
| Tulyehualco F.C.             | Melchor Ocampo, Estado de México | Deportivo Municipal Bicentenario |
| Potros UAEM "B"              | Toluca, Estado de México         | Alberto "Chivo" Córdoba          |

### Grupo VI
| Equipo                       | Ciudad                   | Estadio                             |
| ---------------------------- | ------------------------ | ----------------------------------- |
| Acapulco F.C.                | Acapulco, Guerrero       | Hugo Sánchez                        |
| Alacranes de Puente de Ixtla | Puente de Ixtla, Morelos | Lino Espin Aburto                   |
| Club Alpha                   | Puebla, Puebla           | Club Alpha 3                        |
| Atlético Cuernavaca          | Cuernavaca, Morelos      | Centenario                          |
| Bravos de Chilpancingo       | Chilpancingo, Guerrero   | Unidad Deportiva CREA               |
| C.D. Chilpancingo            | Chilpancingo, Guerrero   | Polideportivo Chilpancingo          |
| Galeana Morelos              | Cuernavaca, Morelos      | Unidad Deportiva Mazatepec          |
| Guerreros de Yecapixtla      | Yecapixtla, Morelos      | Fidel Díaz Vera                     |
| Iguala F.C.                  | Iguala, Guerrero         | Unidad Deportiva Iguala             |
| Real Acapulco                | Acapulco, Guerrero       | Unidad Deportiva Acapulco           |
| Real San Cosme               | Tlaxcala, Tlaxcala       | Víctor Ruíz                         |
| Selva Cañera (*)             | Zacatepec, Morelos       | Cancha del IMSS                     |
| SEP Puebla                   | Puebla, Puebla           | Unidad Deportiva Mario Vázquez Raña |
| Tigres Dorados MRCI          | Oaxaca, Oaxaca           | Campo MRCI Tlacochahuaya            |

### Grupo VII
| Equipo                          | Ciudad                                | Estadio                            |
| ------------------------------- | ------------------------------------- | ---------------------------------- |
| Alto Rendimiento Tuzo (+)       | San Agustín Tlaxiaca, Hidalgo         | Universidad del Fútbol             |
| Atlético de Madrid              | México, D.F.                          | Deportivo Rosario Iglesias         |
| Atlético San Juan de Aragón     | México, D.F.                          | Deportivo Municipal Papalotla      |
| Soccer Club Buendía             | México, D.F.                          | Cd. Deportiva Campo No. 7          |
| Cruz Azul Jasso (+)             | Ciudad Cooperativa Cruz Azul, Hidalgo | 10 de Diciembre                    |
| Escuela de Alto Rendimiento (*) | México, D.F.                          | Universidad Anáhuac Norte          |
| Frailes Homape                  | México, D.F.                          | San Isidro                         |
| Hidalguense                     | Pachuca, Hidalgo                      | Club Hidalguense                   |
| Independiente Mexiquense        | Tlalnepantla, Estado de México        | Deportivo Municipal                |
| Jardón JFS                      | Iztapalapa, México, D.F.              | Deportivo Leandro Valle            |
| Panteras de Lindavista          | México, D.F.                          | Deportivo Plutarco Elías Calles    |
| Proyecto Nuevo Chimalhuacán (*) | Chimalhuacán, Estado de México        | Tepalcates                         |
| Promodep Central                | México, D.F.                          | Los Pinos                          |
| Pumas 201                       | México, D.F.                          | Tempelulli Campo 4                 |
| Santiago Tulantepec             | Santiago Tulantepec, Hidalgo          | Unidad Deportiva Javier Rojo Gómez |
| Unión Acolman                   | Acolman, Estado de México             | Nuevo San Carlos                   |
| Universidad del Fútbol (*)      | San Agustín Tlaxiaca, Hidalgo         | Universidad del Fútbol             |
| Valle del Mezquital             | México, D.F.                          | Los Pinos                          |

### Grupo VIII
| Equipo                            | Ciudad                         | Estadio                                   |
| --------------------------------- | ------------------------------ | ----------------------------------------- |
| F.C. Amealco                      | Amealco, Querétaro             | Bicentenario                              |
| Atlético Colón                    | Colón, Querétaro               | Unidad Deportiva Municipal Javier Salinas |
| Celaya F.C. "C"                   | Celaya, Guanajuato             | Miguel Alemán Valdés                      |
| Delfines de Abasolo               | Abasolo, Guanajuato            | Municipal                                 |
| Deportivo Corregidora             | Corregidora, Querétaro         | F.C. Total                                |
| Guitarreros de Paracho            | Paracho, Michoacán             | Municipal                                 |
| Jaral del Progreso                | Jaral del Progreso, Guanajuato | Unidad Deportiva Municipal                |
| Limoneros de Apatzingán           | Apatzingán, Michoacán          | Unidad Deportiva Adolfo López Mateos      |
| Originales Aguacateros de Uruapan | Uruapan, Michoacán             | Unidad Deportiva Hermanos López Rayón     |
| Querétaro "B"                     | Querétaro, Querétaro           | Unidad Deportiva La Cañada                |
| Salamanca                         | Salamanca, Guanajuato          | El Molinito                               |
| Tigres Blancos Gestalt            | Morelia, Michoacán             | Venustiano Carranza                       |
| Toritos de Villagrán              | Villagrán, Guanajuato          | Unidad Deportiva Norte                    |
| Toros de Tequisquiapan (*)        | Tequisquiapan, Querétaro       | Unidad Deportiva Emiliano Zapata          |
| Tota Carbajal                     | León, Guanajuato               | Club Deportivo Cabezas Rojas              |
| CDU Uruapan                       | Uruapan, Michoacán             | Club Universidad                          |

### Grupo IX
| Equipo                       | Ciudad                               | Estadio                                            |
| ---------------------------- | ------------------------------------ | -------------------------------------------------- |
| Abejas de Rincón de Romos    | Rincón de Romos, Aguascalientes      | Luis Javier Ramírez                                |
| Águilas Reales               | Guadalupe, Zacatecas                 | Unidad Deportiva Guadalupe                         |
| Alcaldes de Lagos            | Lagos de Moreno, Jalisco             | Salvador Chava Reyes                               |
| Apaseo el Alto               | Apaseo el Alto, Guanajuato           | Unidad Deportiva Manuel Ávila Camacho              |
| Arandas F.C.                 | Arandas, Jalisco                     | Unidad Deportiva Gustavo Díaz Ordaz                |
| Atlético ECCA                | León, Guanajuato                     | ECCA Paraíso                                       |
| Atlético Huejutla            | Huejutla, Zacatecas                  | Unidad Deportiva Minera Madero                     |
| Atlético San Francisco       | San Francisco del Rincón, Guanajuato | Domingo Velázquez                                  |
| Cabezas Rojas                | León, Guanajuato                     | Club Deportivo Cabezas Rojas                       |
| Deportivo de los Altos       | Guadalajara, Jalisco                 | Unidad Deportiva San José de Gracia                |
| C.F. La Piedad "B"           | La Piedad, Michoacán                 | Juan N. López                                      |
| León Independiente           | Guanajuato, Guanajuato               | Unidad Deportiva Juan José Torres Landa            |
| Mineros de Fresnillo "B" (*) | Fresnillo, Zacatecas                 | Unidad Deportiva Minera Fresnillo                  |
| Real Aguascalientes          | Aguascalientes, Aguascalientes       | Centro Deportivo Ferrocarrilero Las Tres Centurias |
| Real Leonés                  | León, Guanajuato                     | Club Empress                                       |
| Reyes de Tlajomulco          | Tlajomulco de Zúñiga, Jalisco        | Unidad Deportiva Mariano Otero                     |
| Tuzos UAZ "B"                | Zacatecas, Zacatecas                 | Universitario Unidad Deportiva Norte               |
| Unión León                   | León, Guanajuato                     | Unión León Lalo Gutiérrez                          |

### Grupo X
| Equipo                       | Ciudad                         | Estadio                             |
| ---------------------------- | ------------------------------ | ----------------------------------- |
| Aduaneros de Manzanillo      | Manzanillo, Colima             | Unidad Deportiva 5 de Mayo          |
| Atlético Tecomán             | Tecomán, Colima                | Víctor Sevilla Torres               |
| Autlán                       | Autlán, Jalisco                | Unidad Deportiva Chapultepec        |
| Aves Blancas                 | Tepatitlán de Morelos, Jalisco | Corredor Industrial                 |
| Charales de Chapala          | Chapala, Jalisco               | Municipal                           |
| Comala Pueblo Mágico         | Comala, Colima                 | Unidad Deportiva Mari Villa Montero |
| Conejos de Tuxpan            | Tuxpan, Jalisco                | Municipal Tuxpan                    |
| Escuela de Fútbol Chivas (+) | Zapopan, Jalisco               | Chivas San Rafael                   |
| Mamuts de El Salto           | El Salto, Jalisco              | de los Mamuts                       |
| Cefor Nuevo México           | Guadalajara, Jalisco           | Club Deportivo Occidente            |
| Nuevos Valores de Ocotlán    | Ocotlán, Jalisco               | Municipal de Ocotlán                |
| C.D. Oro                     | Tlaquepaque, Jalisco           | Campo Oro                           |
| Palmeros de Colima           | Colima, Colima                 | Colima                              |
| Queseros de San José         | San José de Gracia, Michoacán  | Juanito Chávez                      |
| Sahuayo F.C. "B"             | Sahuayo, Michoacán             | Unidad Deportiva Municipal          |
| C.D. Tepatitlán              | Tepatitlán de Morelos, Jalisco | Tepa Gómez                          |
| Tuzos Occidente              | Tlaquepaque, Jalisco           | Deportivo Diablos Tesistán          |
| Valle del Grullo             | Tlaquepaque, Jalisco           | Deportivo Diablos Tesistan          |
| Vaqueros                     | Guadalajara, Jalisco           | Club Vaqueros Ixtlán C-1            |
| Vaqueros Bellavista          | Guadalajara, Jalisco           | Juan "Bigotón" Jasso                |

### Grupo XI
| Equipo                             | Ciudad                     | Estadio                                  |
| ---------------------------------- | -------------------------- | ---------------------------------------- |
| Academia Marco Fabián              | Guadalajara, Jalisco       | Metrogol Parque Metropolitano            |
| Atlas 3ra (+)                      | Zapopan, Jalisco           | CECAF                                    |
| Atlético La Mina                   | Tepic, Nayarit             | Olímpico Santa Teresita                  |
| Atotonilco F.C.                    | Guadalajara, Jalisco       | Chivas San Rafael                        |
| Cazcanes de Ameca                  | Ameca, Jalisco             | Núcleo Deportivo y de Espectáculos Ameca |
| Coras "C"                          | Tepic, Nayarit             | Olímpico Santa Teresita                  |
| Deportivo Talpa                    | Talpa de Allende, Jalisco  | Unidad Deportiva Halcón Peña             |
| Deportivo Tomates                  | Tomatlán, Jalisco          | Alejandro Ruelas Ibarra                  |
| Dynamo Cocula                      | Zapopan, Jalisco           | La Primavera U. de G.                    |
| Guadalajara "B" (+)                | Zapopan, Jalisco           | Verde Valle                              |
| Hipocampos Vallarta                | Puerto Vallarta, Jalisco   | Agustín Flores Contreras                 |
| Juventud Unida F.C.                | Tlaquepaque, Jalisco       | Club Deportivo Desspeja                  |
| Lagartos UAN                       | Tepic, Nayarit             | Olímpico UAN                             |
| Lobos de Zihuatanejo               | Zapopan, Jalisco           | Deportivo Occidente                      |
| Mineros de Zacatecas "B" (+)       | Zapopan, Jalisco           | Tres de Marzo                            |
| Nacional                           | Guadalajara, Jalisco       | Occidente                                |
| Potros de Bahía de Banderas        | Bahía de Banderas, Nayarit | Unidad Deportiva San José del Valle      |
| Revolucionarios F.C.               | Guadalajara, Jalisco       | Tlaquepaque                              |
| Universidad de Guadalajara "C" (*) | Guadalajara, Jalisco       | La Primavera U. de G.                    |
| Xalisco F.C.                       | Xalisco, Nayarit           | Unidad Deportiva Landereñas              |

### Grupo XII
| Equipo                   | Ciudad                               | Estadio                                            |
| ------------------------ | ------------------------------------ | -------------------------------------------------- |
| Águilas de Pánuco        | Pánuco, Veracruz                     | Estadio Municipal Panuco                           |
| Atlético Altamira        | Altamira, Tamaulipas                 | Lázaro Cárdenas                                    |
| Bravos de Nuevo Laredo   | Nuevo Laredo, Tamaulipas             | Unidad Deportiva Benito Juárez                     |
| Canteranos Altamira (+)  | Altamira, Tamaulipas                 | Cancha No. 2 del Club Altamira                     |
| Correcaminos UAT "C" (+) | Ciudad Victoria, Tamaulipas          | Eugenio Alvizo Porras                              |
| Ho Gar Matamoros         | Matamoros, Tamaulipas                | Pedro Zalazar Maldonado                            |
| Jaguares de Nuevo León   | San Nicolás de los Garza, Nuevo León | Unidad Deportiva Oriente                           |
| Monterrey "B" (+)        | Monterrey, Nuevo León                | El Cerrito                                         |
| Panteras Negras GNL      | Guadalupe, Nuevo León                | Unidad Deportiva La Talaverna                      |
| Tamasopo F.C.            | Tamasopo, San Luis Potosí            | Unidad Deportiva El Chacuaco                       |
| C.D. Tampico             | Tampico, Tamaulipas                  | Estadio Olímpico de la Unidad Deportiva de Tampico |
| Tigres SD (+)            | Zuazua, Nuevo León                   | La Cueva                                           |
| Titanes de Saltillo      | Saltillo, Coahuila                   | Olímpico Francisco I. Madero                       |
| Tuneros                  | Matehuala, San Luis Potosí           | Manuel Moreno Torres                               |
| Universidad de Monterrey | San Pedro Garza García, Nuevo León   | Universidad de Monterrey                           |

### Grupo XIII
| Equipo                          | Ciudad                    | Estadio                           |
| ------------------------------- | ------------------------- | --------------------------------- |
| Deportivo Ensenada              | Ensenada, Baja California | Campo Nuevo Ensenada              |
| Deportivo Navolato              | Navolato, Sinaloa         | Juventud                          |
| Deportivo Obregón               | Ciudad Obregón, Sonora    | Manuel Piri Sagasta               |
| Diablos Azules                  | Guasave, Sinaloa          | Guasave 89                        |
| Guerreros de La Cruz            | La Cruz, Sinaloa          | Juan Lauro Martínez Barreda       |
| Héroes de Caborca               | Caborca, Sonora           | Fidencio Hernández                |
| Poblado Miguel Alemán (+)       | Hermosillo, Sonora        | Alejandro López Caballero         |
| Universidad Autónoma de Sinaloa | Culiacán, Sinaloa         | Universitario                     |
| Xoloitzcuintles 3ra (*)         | Tijuana, Baja California  | Unidad Deportiva Eufracio Santana |

### Grupo XIV
| Equipo                    | Ciudad                   | Estadio                                  |
| ------------------------- | ------------------------ | ---------------------------------------- |
| Atlético Gómez Palacio    | Gómez Palacio, Durango   | Unidad Deportiva Francisco Gómez Palacio |
| Chinarras de Aldama       | Chihuahua, Chihuahua     | Olímpico Cd. Deportiva                   |
| Dorados de Villa          | Durango, Durango         | Francisco Zarco                          |
| La Tribu de Ciudad Juárez | Ciudad Juárez, Chihuahua | 20 de Noviembre                          |
| Meloneros de Matamoros    | Matamoros, Coahuila      | Olímpico Matamoros                       |
| Real Magari               | Ciudad Juárez, Chihuahua | 20 de Noviembre                          |
| San Isidro Laguna         | Torreón, Coahuila        | San Isidro                               |
| Soles de Ciudad Juárez    | Ciudad Juárez, Chihuahua | 20 de Noviembre                          |
| F.C. Toros                | Torreón, Coahuila        | Unidad Deportiva Torreón                 |
| Dorados UACH "B" (+)      | Chihuahua, Chihuahua     | Olímpico Universitario                   |

## Tablas generales

### Grupo I
| Pos. | Equipo                | Pts. | PJ | G  | E  | P  | GF | GC | Dif. | Clasificación       |
| ---- | --------------------- | ---- | -- | -- | -- | -- | -- | -- | ---- | ------------------- |
| 1    | Chetumal              | 55   | 24 | 17 | 3  | 4  | 39 | 14 | +25  | Liguilla de ascenso |
| 2    | Mérida                | 48   | 24 | 12 | 7  | 5  | 39 | 25 | +14  | Liguilla de ascenso |
| 3    | Dragones de Tabasco   | 47   | 24 | 10 | 10 | 4  | 45 | 27 | +18  | Liguilla de ascenso |
| 4    | Inter Playa "B"       | 45   | 24 | 13 | 5  | 6  | 48 | 25 | +23  | Liguilla de ascenso |
| 5    | Jaguares de la 48     | 45   | 24 | 13 | 5  | 6  | 42 | 20 | +22  |                     |
| 6    | Pioneros Junior       | 45   | 24 | 11 | 7  | 6  | 39 | 25 | +14  |                     |
| 7    | Campeche F.C.         | 44   | 24 | 11 | 7  | 6  | 41 | 27 | +14  |                     |
| 8    | Mapaches UTCAM        | 38   | 24 | 9  | 7  | 8  | 37 | 24 | +13  |                     |
| 9    | Corsarios de Campeche | 38   | 24 | 9  | 7  | 8  | 29 | 28 | +1   |                     |
| 10   | Yalmakan F.C.         | 31   | 24 | 6  | 8  | 10 | 34 | 33 | +1   |                     |
| 11   | Bonfil                | 18   | 24 | 5  | 3  | 16 | 24 | 63 | −39  |                     |
| 12   | F.C. Itzaes           | 8    | 24 | 2  | 2  | 20 | 11 | 51 | −40  |                     |
| 13   | Atlante Tabasco       | 6    | 24 | 1  | 3  | 20 | 18 | 84 | −66  |                     |

 Fuente: Tercera División

### Grupo II
| Pos. | Equipo                            | Pts. | PJ | G  | E  | P  | GF | GC | Dif. | Clasificación       |
| ---- | --------------------------------- | ---- | -- | -- | -- | -- | -- | -- | ---- | ------------------- |
| 1    | Mezcalapa F.C.                    | 79   | 34 | 21 | 11 | 2  | 84 | 29 | +55  | Liguilla de ascenso |
| 2    | Atlético Veracruz "B"             | 68   | 34 | 19 | 7  | 8  | 70 | 37 | +33  | Liguilla de ascenso |
| 3    | Piñeros de Loma Bonita            | 67   | 34 | 19 | 6  | 9  | 71 | 38 | +33  | Liguilla de ascenso |
| 4    | Limoneros de Martínez de la Torre | 62   | 34 | 17 | 7  | 10 | 61 | 40 | +21  | Liguilla de ascenso |
| 5    | Estudiantes de San Andrés         | 62   | 34 | 17 | 9  | 8  | 79 | 59 | +20  | Liguilla de ascenso |
| 6    | Halcones Marinos de Veracruz      | 60   | 34 | 15 | 11 | 8  | 56 | 51 | +5   |                     |
| 7    | Atlético Acayucan                 | 59   | 34 | 16 | 8  | 10 | 75 | 57 | +18  |                     |
| 8    | Azucareros de Tezonapa            | 58   | 34 | 16 | 6  | 12 | 40 | 40 | 0    |                     |
| 9    | Valle Verde F.C.                  | 55   | 34 | 16 | 4  | 14 | 47 | 34 | +13  |                     |
| 10   | Poza Rica                         | 53   | 34 | 14 | 7  | 13 | 55 | 45 | +10  |                     |
| 11   | Atlético Boca del Río             | 51   | 34 | 12 | 9  | 13 | 45 | 59 | −14  |                     |
| 12   | Cafetaleros de Xalapa             | 49   | 34 | 12 | 9  | 13 | 43 | 48 | −5   |                     |
| 13   | Búhos de Xalapa                   | 48   | 34 | 14 | 5  | 15 | 48 | 45 | +3   |                     |
| 14   | Cruz Azul Lagunas                 | 47   | 34 | 12 | 8  | 14 | 29 | 43 | −14  |                     |
| 15   | Lanceros de Cosoleacaque          | 31   | 34 | 8  | 5  | 21 | 40 | 71 | −31  |                     |
| 16   | Chimbombos de Cintalapa           | 26   | 34 | 6  | 6  | 22 | 34 | 76 | −42  |                     |
| 17   | Atlético Ixtepec                  | 23   | 34 | 6  | 4  | 24 | 29 | 86 | −57  |                     |
| 18   | Delfines UGM                      | 20   | 34 | 3  | 7  | 24 | 30 | 78 | −48  |                     |

 Fuente: Tercera División

### Grupo III
| Pos. | Equipo                          | Pts. | PJ | G  | E | P  | GF | GC  | Dif. | Clasificación       |
| ---- | ------------------------------- | ---- | -- | -- | - | -- | -- | --- | ---- | ------------------- |
| 1    | Cefor Cuauhtémoc Blanco         | 78   | 30 | 24 | 5 | 1  | 91 | 21  | +70  | Liguilla de ascenso |
| 2    | Lobos BUAP "C"                  | 73   | 30 | 23 | 3 | 4  | 78 | 28  | +50  | Liguilla de ascenso |
| 3    | Sultanes de Tamazunchale        | 66   | 30 | 17 | 8 | 5  | 78 | 37  | +41  | Liguilla de ascenso |
| 4    | Santos Córdoba                  | 66   | 30 | 19 | 6 | 5  | 59 | 24  | +35  | Liguilla de ascenso |
| 5    | F.C. Los Ángeles                | 60   | 30 | 18 | 5 | 7  | 92 | 42  | +50  | Liguilla de ascenso |
| 6    | Albinegros de Orizaba "B"       | 57   | 30 | 16 | 7 | 7  | 49 | 29  | +20  |                     |
| 7    | Universidad del Golfo de México | 55   | 30 | 14 | 8 | 8  | 56 | 34  | +22  |                     |
| 8    | Deportivo Anlesjeroka           | 54   | 28 | 13 | 9 | 6  | 43 | 32  | +11  |                     |
| 9    | Atlético Hidalgo                | 42   | 30 | 12 | 4 | 14 | 55 | 45  | +10  |                     |
| 10   | Star Club                       | 41   | 30 | 10 | 7 | 13 | 41 | 51  | −10  |                     |
| 11   | Linces de Tlaxcala              | 39   | 30 | 9  | 9 | 12 | 52 | 50  | +2   |                     |
| 12   | Puebla SAI                      | 33   | 30 | 7  | 7 | 16 | 36 | 54  | −18  |                     |
| 13   | Deportivo Ixmiquilpan           | 17   | 30 | 4  | 3 | 23 | 24 | 102 | −78  |                     |
| 14   | Héroes de Veracruz              | 16   | 30 | 4  | 4 | 22 | 25 | 95  | −70  |                     |
| 15   | Leones de Huauchinango          | 11   | 30 | 3  | 1 | 26 | 20 | 96  | −76  |                     |
| 16   | Reales de Puebla                | 10   | 30 | 2  | 2 | 26 | 23 | 82  | −59  |                     |

 Fuente: Tercera División

### Grupo IV
| Pos. | Equipo                  | Pts. | PJ | G  | E  | P  | GF | GC | Dif. | Clasificación       |
| ---- | ----------------------- | ---- | -- | -- | -- | -- | -- | -- | ---- | ------------------- |
| 1    | Sporting Canamy         | 91   | 34 | 26 | 7  | 1  | 95 | 22 | +73  | Liguilla de ascenso |
| 2    | Ángeles de la Ciudad    | 77   | 34 | 23 | 7  | 4  | 86 | 36 | +50  | Liguilla de ascenso |
| 3    | Dragones de Xochimilco  | 75   | 34 | 22 | 6  | 6  | 70 | 36 | +34  | Liguilla de ascenso |
| 4    | Marina                  | 73   | 34 | 19 | 9  | 6  | 76 | 41 | +35  | Liguilla de ascenso |
| 5    | Pachuca Aragón GAM      | 72   | 34 | 20 | 6  | 8  | 77 | 30 | +47  | Liguilla de ascenso |
| 6    | Real Olmeca Sport       | 67   | 34 | 18 | 8  | 8  | 62 | 34 | +28  |                     |
| 7    | Santa Rosa              | 58   | 34 | 18 | 4  | 12 | 56 | 42 | +14  |                     |
| 8    | Alebrijes de Oaxaca "C" | 52   | 34 | 15 | 6  | 13 | 83 | 55 | +28  |                     |
| 9    | Álamos F.C.             | 48   | 34 | 13 | 6  | 15 | 57 | 48 | +9   |                     |
| 10   | San José del Arenal     | 47   | 34 | 10 | 10 | 14 | 49 | 64 | −15  |                     |
| 11   | Morelos Ecatepec        | 47   | 34 | 11 | 9  | 14 | 41 | 52 | −11  |                     |
| 12   | Lobos Unión Neza        | 41   | 34 | 8  | 10 | 16 | 28 | 44 | −16  |                     |
| 13   | Tecamachalco Sur        | 35   | 34 | 7  | 9  | 18 | 30 | 63 | −33  |                     |
| 14   | Iztacalco               | 34   | 34 | 9  | 6  | 19 | 37 | 79 | −42  |                     |
| 15   | Politécnico             | 31   | 34 | 5  | 12 | 17 | 30 | 58 | −28  |                     |
| 16   | Águilas de Teotihuacán  | 27   | 34 | 4  | 10 | 20 | 39 | 90 | −51  |                     |
| 17   | Coyotes Neza            | 23   | 34 | 7  | 2  | 25 | 38 | 87 | −49  |                     |
| 18   | Club Helénico           | 20   | 34 | 5  | 5  | 24 | 34 | 97 | −63  |                     |

 Fuente: Tercera División

### Grupo V
| Pos. | Equipo                       | Pts. | PJ | G  | E  | P  | GF  | GC  | Dif. | Clasificación       |
| ---- | ---------------------------- | ---- | -- | -- | -- | -- | --- | --- | ---- | ------------------- |
| 1    | Potros UAEM "B"              | 88   | 32 | 27 | 5  | 0  | 105 | 15  | +90  | Liguilla de ascenso |
| 2    | Gladiadores Calentanos       | 85   | 32 | 26 | 6  | 0  | 102 | 15  | +87  | Liguilla de ascenso |
| 3    | C.D. Jilotepec               | 64   | 32 | 20 | 3  | 9  | 65  | 22  | +43  | Liguilla de ascenso |
| 4    | Deportivo Vallesano          | 62   | 32 | 18 | 5  | 9  | 51  | 41  | +10  | Liguilla de ascenso |
| 5    | Deportivo Metepec            | 60   | 32 | 14 | 11 | 7  | 72  | 48  | +24  | Liguilla de ascenso |
| 6    | Atlético CACSA               | 60   | 32 | 15 | 9  | 8  | 39  | 24  | +15  |                     |
| 7    | Estudiantes de Atlacomulco   | 56   | 32 | 14 | 8  | 10 | 61  | 37  | +24  |                     |
| 8    | Atlético Naucalpan           | 54   | 32 | 13 | 11 | 8  | 46  | 35  | +11  |                     |
| 9    | Real Halcones                | 41   | 32 | 11 | 6  | 15 | 53  | 54  | −1   |                     |
| 10   | Futcenter                    | 40   | 32 | 10 | 6  | 16 | 41  | 58  | −17  |                     |
| 11   | Guerreros de Tierra Caliente | 38   | 32 | 10 | 6  | 16 | 59  | 69  | −10  |                     |
| 12   | Tolcayuca F.C.               | 38   | 32 | 11 | 4  | 17 | 37  | 62  | −25  |                     |
| 13   | Atlético UEFA                | 37   | 32 | 10 | 4  | 18 | 40  | 56  | −16  |                     |
| 14   | C.D. Tejupilco               | 35   | 32 | 10 | 4  | 18 | 47  | 76  | −29  |                     |
| 15   | Tulyehualco F.C.             | 26   | 32 | 5  | 7  | 20 | 22  | 81  | −59  |                     |
| 16   | Grupo Sherwood               | 23   | 32 | 5  | 5  | 22 | 28  | 79  | −51  |                     |
| 17   | Fuerza Mazahua               | 9    | 32 | 2  | 2  | 28 | 27  | 123 | −96  |                     |

 Fuente: Tercera División

### Grupo VI
| Pos. | Equipo                       | Pts. | PJ | G  | E | P  | GF | GC  | Dif. | Clasificación       |
| ---- | ---------------------------- | ---- | -- | -- | - | -- | -- | --- | ---- | ------------------- |
| 1    | Tigres Dorados MRCI          | 63   | 26 | 21 | 0 | 5  | 85 | 25  | +60  | Liguilla de ascenso |
| 2    | SEP Puebla                   | 61   | 26 | 19 | 2 | 5  | 72 | 33  | +39  | Liguilla de ascenso |
| 3    | Selva Cañera                 | 56   | 26 | 14 | 9 | 3  | 64 | 28  | +36  | Liguilla de ascenso |
| 4    | C.D. Chilpancingo            | 49   | 26 | 15 | 3 | 8  | 61 | 37  | +24  | Liguilla de ascenso |
| 5    | Atlético Cuernavaca          | 46   | 26 | 14 | 2 | 10 | 67 | 40  | +27  |                     |
| 6    | Galeana Morelos              | 46   | 26 | 13 | 4 | 9  | 57 | 38  | +19  |                     |
| 7    | Acapulco F.C.                | 44   | 26 | 14 | 2 | 10 | 46 | 29  | +17  |                     |
| 8    | Club Alpha                   | 44   | 26 | 13 | 3 | 10 | 63 | 48  | +15  |                     |
| 9    | Guerreros de Yecapixtla      | 37   | 26 | 8  | 8 | 10 | 47 | 42  | +5   |                     |
| 10   | Iguala F.C.                  | 33   | 26 | 9  | 5 | 12 | 37 | 60  | −23  |                     |
| 11   | Real San Cosme               | 28   | 26 | 8  | 3 | 15 | 44 | 51  | −7   |                     |
| 12   | Real Acapulco                | 22   | 26 | 5  | 6 | 15 | 40 | 60  | −20  |                     |
| 13   | Alacranes de Puente de Ixtla | 17   | 26 | 5  | 1 | 20 | 35 | 84  | −49  |                     |
| 14   | Bravos de Chilpancingo       | 0    | 26 | 0  | 0 | 26 | 14 | 157 | −143 |                     |

 Fuente: Tercera División

### Grupo VII
| Pos. | Equipo                      | Pts. | PJ | G  | E  | P  | GF  | GC | Dif. | Clasificación        |
| ---- | --------------------------- | ---- | -- | -- | -- | -- | --- | -- | ---- | -------------------- |
| 1    | Cruz Azul Jasso             | 86   | 32 | 28 | 1  | 3  | 163 | 20 | +143 | Liguilla de filiales |
| 2    | Alto Rendimiento Tuzo       | 86   | 32 | 28 | 2  | 2  | 90  | 11 | +79  | Liguilla de filiales |
| 3    | Escuela de Alto Rendimiento | 79   | 32 | 24 | 4  | 4  | 83  | 31 | +52  | Liguilla de ascenso  |
| 4    | Atlético de Madrid          | 69   | 32 | 21 | 4  | 7  | 77  | 39 | +38  | Liguilla de ascenso  |
| 5    | Hidalguense                 | 63   | 32 | 18 | 6  | 8  | 59  | 40 | +19  | Liguilla de ascenso  |
| 6    | Proyecto Nuevo Chimalhuacán | 50   | 32 | 13 | 7  | 12 | 55  | 44 | +11  | Liguilla de ascenso  |
| 7    | Independiente Mexiquense    | 49   | 32 | 13 | 7  | 12 | 53  | 42 | +11  | Liguilla de ascenso  |
| 8    | Soccer Club Buendía         | 46   | 32 | 11 | 7  | 14 | 38  | 51 | −13  |                      |
| 9    | Jardón JFS                  | 40   | 32 | 10 | 6  | 16 | 40  | 61 | −21  |                      |
| 10   | Santiago Tulantepec         | 40   | 32 | 11 | 5  | 16 | 41  | 71 | −30  |                      |
| 11   | Unión Acolman               | 38   | 32 | 8  | 10 | 14 | 32  | 62 | −30  |                      |
| 12   | Atlético San Juan de Aragón | 37   | 32 | 9  | 7  | 16 | 43  | 69 | −26  |                      |
| 13   | Universidad del Fútbol      | 32   | 32 | 8  | 5  | 19 | 35  | 78 | −43  |                      |
| 14   | Pumas 201                   | 28   | 32 | 7  | 5  | 20 | 27  | 76 | −49  |                      |
| 15   | Promodep Central            | 27   | 32 | 6  | 7  | 19 | 42  | 84 | −42  |                      |
| 16   | Valle del Mezquital         | 24   | 32 | 6  | 4  | 22 | 31  | 76 | −45  |                      |
| 17   | Frailes Homape              | 18   | 32 | 3  | 9  | 20 | 22  | 76 | −54  |                      |

 Fuente: Tercera División

### Grupo VIII
| Pos. | Equipo                            | Pts. | PJ | G  | E  | P  | GF | GC  | Dif. | Clasificación       |
| ---- | --------------------------------- | ---- | -- | -- | -- | -- | -- | --- | ---- | ------------------- |
| 1    | Salamanca                         | 76   | 30 | 23 | 5  | 2  | 91 | 23  | +68  | Liguilla de ascenso |
| 2    | CDU Uruapan                       | 72   | 30 | 22 | 4  | 4  | 97 | 25  | +72  | Liguilla de ascenso |
| 3    | Limoneros de Apatzingán           | 68   | 30 | 19 | 7  | 4  | 57 | 20  | +37  | Liguilla de ascenso |
| 4    | Delfines de Abasolo               | 61   | 30 | 17 | 7  | 6  | 72 | 34  | +38  | Liguilla de ascenso |
| 5    | Originales Aguacateros de Uruapan | 58   | 30 | 13 | 11 | 6  | 44 | 19  | +25  |                     |
| 6    | Deportivo Corregidora             | 55   | 30 | 17 | 3  | 10 | 69 | 45  | +24  |                     |
| 7    | Guitarreros de Paracho            | 50   | 30 | 14 | 6  | 10 | 44 | 45  | −1   |                     |
| 8    | Tigres Blancos Gestalt            | 49   | 30 | 13 | 6  | 11 | 49 | 46  | +3   |                     |
| 9    | Celaya F.C. "C"                   | 48   | 30 | 12 | 8  | 10 | 50 | 35  | +15  |                     |
| 10   | Toritos de Villagrán              | 45   | 30 | 13 | 3  | 14 | 48 | 51  | −3   |                     |
| 11   | Tota Carbajal                     | 36   | 30 | 11 | 3  | 16 | 36 | 57  | −21  |                     |
| 12   | Querétaro "B"                     | 34   | 30 | 9  | 5  | 16 | 28 | 39  | −11  |                     |
| 13   | Jaral del Progreso                | 30   | 30 | 8  | 5  | 17 | 30 | 59  | −29  |                     |
| 14   | Toros de Tequisquiapan            | 21   | 30 | 6  | 2  | 22 | 32 | 86  | −54  |                     |
| 15   | F.C. Amealco                      | 11   | 30 | 1  | 5  | 24 | 25 | 95  | −70  |                     |
| 16   | Atlético Colón                    | 6    | 30 | 0  | 4  | 26 | 27 | 120 | −93  |                     |

 Fuente: Tercera División

### Grupo IX
| Pos. | Equipo                    | Pts. | PJ | G  | E  | P  | GF  | GC  | Dif. | Clasificación       |
| ---- | ------------------------- | ---- | -- | -- | -- | -- | --- | --- | ---- | ------------------- |
| 1    | Atlético San Francisco    | 87   | 34 | 25 | 6  | 3  | 110 | 25  | +85  | Liguilla de ascenso |
| 2    | Deportivo de los Altos    | 84   | 34 | 25 | 7  | 2  | 107 | 24  | +83  | Liguilla de ascenso |
| 3    | Tuzos UAZ "B"             | 80   | 34 | 25 | 3  | 6  | 108 | 36  | +72  | Liguilla de ascenso |
| 4    | Águilas Reales            | 76   | 34 | 19 | 12 | 3  | 69  | 25  | +44  | Liguilla de ascenso |
| 5    | Atlético ECCA             | 71   | 34 | 20 | 7  | 7  | 67  | 31  | +36  | Liguilla de ascenso |
| 6    | Reyes de Tlajomulco       | 63   | 34 | 18 | 6  | 10 | 55  | 36  | +19  |                     |
| 7    | Real Leonés               | 62   | 34 | 19 | 3  | 12 | 78  | 47  | +31  |                     |
| 8    | Alcaldes de Lagos         | 58   | 34 | 17 | 5  | 12 | 72  | 59  | +13  |                     |
| 9    | C.F. La Piedad "B"        | 50   | 34 | 15 | 3  | 16 | 58  | 68  | −10  |                     |
| 10   | Mineros de Fresnillo      | 48   | 34 | 14 | 3  | 17 | 54  | 61  | −7   |                     |
| 11   | Real Aguascalientes       | 45   | 34 | 12 | 5  | 17 | 34  | 47  | −13  |                     |
| 12   | León Independiente        | 45   | 34 | 14 | 2  | 18 | 63  | 83  | −20  |                     |
| 13   | Atlético Huejutla         | 36   | 34 | 9  | 8  | 17 | 38  | 59  | −21  |                     |
| 14   | Arandas F.C.              | 32   | 34 | 8  | 6  | 20 | 40  | 71  | −31  |                     |
| 15   | Apaseo el Alto            | 28   | 34 | 8  | 3  | 23 | 29  | 83  | −54  |                     |
| 16   | Cabezas Rojas             | 19   | 34 | 4  | 5  | 25 | 26  | 104 | −78  |                     |
| 17   | Unión León                | 18   | 34 | 4  | 5  | 25 | 22  | 95  | −73  |                     |
| 18   | Abejas de Rincón de Romos | 16   | 34 | 4  | 3  | 27 | 36  | 112 | −76  |                     |

 Fuente: Tercera División

### Grupo X
| Pos. | Equipo                    | Pts. | PJ | G  | E  | P  | GF | GC  | Dif. | Clasificación       |
| ---- | ------------------------- | ---- | -- | -- | -- | -- | -- | --- | ---- | ------------------- |
| 1    | Vaqueros Bellavista       | 85   | 38 | 22 | 12 | 4  | 64 | 27  | +37  | Liguilla de ascenso |
| 2    | C.D. Tepatitlán           | 84   | 38 | 24 | 7  | 7  | 89 | 34  | +55  | Liguilla de ascenso |
| 3    | Aves Blancas              | 83   | 38 | 24 | 7  | 7  | 75 | 40  | +35  | Liguilla de ascenso |
| 4    | Atlético Tecomán          | 80   | 38 | 22 | 11 | 5  | 82 | 41  | +41  | Liguilla de ascenso |
| 5    | Autlán                    | 77   | 38 | 23 | 6  | 9  | 87 | 46  | +41  |                     |
| 6    | Nuevos Valores de Ocotlán | 76   | 38 | 21 | 8  | 9  | 69 | 34  | +35  | Liguilla de ascenso |
| 7    | Escuela de Fútbol Chivas  | 74   | 38 | 19 | 10 | 9  | 75 | 45  | +30  |                     |
| 8    | Palmeros de Colima        | 74   | 38 | 19 | 10 | 9  | 83 | 55  | +28  |                     |
| 9    | Charales de Chapala       | 69   | 38 | 19 | 8  | 11 | 58 | 48  | +10  |                     |
| 10   | Comala Pueblo Mágico      | 56   | 38 | 16 | 6  | 16 | 60 | 52  | +8   |                     |
| 11   | Tuzos Occidente           | 54   | 38 | 13 | 11 | 14 | 66 | 68  | −2   |                     |
| 12   | Cefor Nuevo México        | 51   | 38 | 12 | 10 | 16 | 49 | 61  | −12  |                     |
| 13   | Sahuayo F.C. "B"          | 47   | 38 | 11 | 11 | 16 | 51 | 58  | −7   |                     |
| 14   | Vaqueros                  | 46   | 38 | 12 | 6  | 20 | 52 | 64  | −12  |                     |
| 15   | Queseros de San José      | 42   | 38 | 11 | 6  | 21 | 50 | 73  | −23  |                     |
| 16   | Mamuts de El Salto        | 40   | 38 | 8  | 11 | 19 | 42 | 68  | −26  |                     |
| 17   | Aduaneros de Manzanillo   | 35   | 38 | 8  | 6  | 24 | 43 | 76  | −33  |                     |
| 18   | Conejos de Tuxpan         | 32   | 38 | 5  | 11 | 22 | 47 | 91  | −44  |                     |
| 19   | Valle del Grullo          | 21   | 38 | 6  | 3  | 29 | 33 | 123 | −90  |                     |
| 20   | C.D. Oro                  | 14   | 38 | 2  | 6  | 30 | 27 | 98  | −71  |                     |

 Fuente: Tercera División
Notas:
1. ↑  Autlán fue descalificado de la liguilla de ascenso por deudas ante la FMF.

### Grupo XI
| Pos. | Equipo                         | Pts. | PJ | G  | E  | P  | GF  | GC  | Dif. | Clasificación        |
| ---- | ------------------------------ | ---- | -- | -- | -- | -- | --- | --- | ---- | -------------------- |
| 1    | Mineros de Zacatecas "B"       | 100  | 38 | 30 | 6  | 2  | 135 | 26  | +109 | Liguilla de filiales |
| 2    | Atlas 3ra                      | 92   | 38 | 28 | 5  | 5  | 90  | 23  | +67  | Liguilla de filiales |
| 3    | Guadalajara "B"                | 89   | 38 | 29 | 2  | 7  | 102 | 32  | +70  | Liguilla de filiales |
| 4    | Xalisco F.C.                   | 87   | 38 | 26 | 6  | 6  | 87  | 29  | +58  | Liguilla de ascenso  |
| 5    | Cazcanes de Ameca              | 73   | 38 | 19 | 11 | 8  | 97  | 54  | +43  | Liguilla de ascenso  |
| 6    | Atotonilco F.C.                | 71   | 38 | 19 | 8  | 11 | 101 | 49  | +52  | Liguilla de ascenso  |
| 7    | Academia Marco Fabián          | 71   | 38 | 18 | 11 | 9  | 87  | 51  | +36  | Liguilla de ascenso  |
| 8    | Lagartos UAN                   | 69   | 38 | 17 | 10 | 11 | 65  | 49  | +16  | Liguilla de ascenso  |
| 9    | Universidad de Guadalajara "C" | 67   | 38 | 18 | 8  | 12 | 79  | 55  | +24  |                      |
| 10   | Coras "C"                      | 66   | 38 | 16 | 11 | 11 | 72  | 44  | +28  |                      |
| 11   | Nacional                       | 64   | 38 | 20 | 3  | 15 | 81  | 52  | +29  |                      |
| 12   | Deportivo Tomates              | 53   | 38 | 16 | 3  | 19 | 56  | 90  | −34  |                      |
| 13   | Dynamo Cocula                  | 49   | 38 | 14 | 6  | 18 | 89  | 72  | +17  |                      |
| 14   | Juventud Unida F.C.            | 46   | 38 | 13 | 5  | 20 | 50  | 68  | −18  |                      |
| 15   | Hipocampos Vallarta            | 33   | 38 | 9  | 6  | 23 | 67  | 94  | −27  |                      |
| 16   | Atlético La Mina               | 33   | 38 | 7  | 9  | 22 | 37  | 96  | −59  |                      |
| 17   | Lobos de Zihuatanejo           | 28   | 38 | 5  | 8  | 25 | 25  | 77  | −52  |                      |
| 18   | Deportivo Talpa                | 24   | 38 | 6  | 4  | 28 | 21  | 110 | −89  |                      |
| 19   | Potros de Bahía de Banderas    | 20   | 38 | 6  | 2  | 30 | 29  | 127 | −98  |                      |
| 20   | Revolucionarios F.C.           | 5    | 38 | 1  | 2  | 35 | 24  | 199 | −175 |                      |

 Fuente: Tercera División

### Grupo XII
| Pos. | Equipo                   | Pts. | PJ | G  | E  | P  | GF | GC | Dif. | Clasificación        |
| ---- | ------------------------ | ---- | -- | -- | -- | -- | -- | -- | ---- | -------------------- |
| 1    | Tigres SD                | 69   | 28 | 21 | 3  | 4  | 52 | 21 | +31  | Liguilla de filiales |
| 2    | Monterrey "B"            | 60   | 28 | 19 | 2  | 7  | 63 | 27 | +36  | Liguilla de filiales |
| 3    | Correcaminos UAT "C"     | 56   | 28 | 17 | 4  | 7  | 42 | 25 | +17  |                      |
| 4    | Canteranos Altamira      | 55   | 28 | 15 | 7  | 6  | 37 | 19 | +18  |                      |
| 5    | Bravos de Nuevo Laredo   | 53   | 28 | 13 | 9  | 6  | 40 | 30 | +10  | Liguilla de ascenso  |
| 6    | Águilas de Pánuco        | 50   | 28 | 13 | 6  | 9  | 44 | 36 | +8   | Liguilla de ascenso  |
| 7    | Tamasopo F.C.            | 49   | 28 | 13 | 7  | 8  | 42 | 25 | +17  | Liguilla de ascenso  |
| 8    | Universidad de Monterrey | 42   | 28 | 10 | 8  | 10 | 28 | 35 | −7   | Liguilla de ascenso  |
| 9    | Panteras Negras GNL      | 38   | 28 | 8  | 10 | 10 | 31 | 34 | −3   |                      |
| 10   | Ho Gar Matamoros         | 35   | 28 | 8  | 6  | 14 | 27 | 38 | −11  |                      |
| 11   | C.D. Tampico             | 31   | 28 | 8  | 5  | 15 | 30 | 56 | −26  |                      |
| 12   | Tuneros                  | 27   | 28 | 6  | 5  | 17 | 33 | 70 | −37  |                      |
| 13   | Jaguares de Nuevo León   | 25   | 28 | 6  | 5  | 17 | 30 | 51 | −21  |                      |
| 14   | Atlético Altamira        | 23   | 28 | 6  | 5  | 17 | 23 | 37 | −14  |                      |
| 15   | Titanes de Saltillo      | 17   | 28 | 5  | 2  | 21 | 27 | 55 | −28  |                      |

 Fuente: Tercera División

### Grupo XIII
| Pos. | Equipo                          | Pts. | PJ | G  | E | P  | GF | GC | Dif. | Clasificación       |
| ---- | ------------------------------- | ---- | -- | -- | - | -- | -- | -- | ---- | ------------------- |
| 1    | Universidad Autónoma de Sinaloa | 39   | 16 | 11 | 4 | 1  | 38 | 14 | +24  | Liguilla de ascenso |
| 2    | Deportivo Ensenada              | 38   | 16 | 9  | 7 | 0  | 31 | 10 | +21  | Liguilla de ascenso |
| 3    | Poblado Miguel Alemán           | 31   | 16 | 10 | 1 | 5  | 46 | 28 | +18  |                     |
| 4    | Diablos Azules de Guasave       | 27   | 16 | 7  | 4 | 5  | 35 | 24 | +11  | Liguilla de ascenso |
| 5    | Deportivo Obregón               | 26   | 16 | 7  | 4 | 5  | 28 | 28 | 0    | Liguilla de ascenso |
| 6    | Deportivo Navolato              | 17   | 16 | 2  | 7 | 7  | 16 | 32 | −16  |                     |
| 7    | Xoloitzcuintles 3ra             | 15   | 16 | 4  | 2 | 10 | 14 | 20 | −6   |                     |
| 8    | Héroes de Caborca               | 15   | 16 | 3  | 4 | 9  | 15 | 36 | −21  |                     |
| 9    | Guerreros de La Cruz            | 8    | 16 | 2  | 1 | 13 | 10 | 41 | −31  |                     |

 Fuente: Tercera División

### Grupo XIV
| Pos. | Equipo                    | Pts. | PJ | G  | E | P  | GF | GC | Dif. | Clasificación        |
| ---- | ------------------------- | ---- | -- | -- | - | -- | -- | -- | ---- | -------------------- |
| 1    | Dorados UACH "B"          | 39   | 18 | 10 | 6 | 2  | 54 | 25 | +29  | Liguilla de filiales |
| 2    | La Tribu de Ciudad Juárez | 38   | 18 | 10 | 5 | 3  | 32 | 17 | +15  | Liguilla de ascenso  |
| 3    | San Isidro Laguna         | 35   | 18 | 10 | 3 | 5  | 38 | 28 | +10  | Liguilla de ascenso  |
| 4    | F.C. Toros                | 34   | 18 | 10 | 2 | 6  | 24 | 23 | +1   | Liguilla de ascenso  |
| 5    | Dorados de Villa          | 33   | 18 | 9  | 4 | 5  | 34 | 21 | +13  | Liguilla de ascenso  |
| 6    | Atlético Gómez Palacio    | 27   | 18 | 7  | 4 | 7  | 35 | 29 | +6   |                      |
| 7    | Soles de Ciudad Juárez    | 26   | 18 | 8  | 2 | 8  | 36 | 34 | +2   |                      |
| 8    | Real Magari               | 15   | 18 | 4  | 2 | 12 | 16 | 35 | −19  |                      |
| 9    | Meloneros de Matamoros    | 15   | 18 | 2  | 6 | 10 | 12 | 31 | −19  |                      |
| 10   | Chinarras de Aldama       | 8    | 18 | 2  | 2 | 14 | 12 | 50 | −38  |                      |

 Fuente: Tercera División

## Liguilla de Ascenso

### Treintaidosavos de final
| Equipo 1                    | Agr.      | Equipo 2                          | Ida | Vuelta |
| --------------------------- | --------- | --------------------------------- | --- | ------ |
| Potros UAEM "B"             | 5–0       | Proyecto Nuevo Chimalhuacán       | 2–0 | 3–0    |
| Mérida                      | 4–2       | Dragones de Tabasco               | 1–0 | 3–2    |
| Tigres Dorados MRCI         | 3–0       | Selva Cañera                      | 2–0 | 1–0    |
| Dragones de Xochimilco      | 0–3       | Sultanes de Tamazunchale          | 0–2 | 0–1    |
| Gladiadores Calentanos      | 2–1       | Deportivo Vallesano               | 0–0 | 2–1    |
| F.C. Los Ángeles            | 7–3       | Estudiantes de San Andrés         | 1–2 | 6–1    |
| SEP Puebla                  | 2–3       | Atlético de Madrid                | 1–2 | 1–1    |
| Escuela de Alto Rendimiento | 3–2       | C.D. Jilotepec                    | 1–1 | 2–1    |
| Sporting Canamy             | 4–2       | C.D. Chilpancingo                 | 2–1 | 2–1    |
| Atlético Veracruz "B"       | 4–1       | Piñeros de Loma Bonita            | –   | –      |
| Mezcalapa F.C.              | 5–2       | Limoneros de Martínez de la Torre | 2–2 | 3–0    |
| Chetumal (p.)               | 1–1 (5–3) | Inter Playa "B"                   | 0–0 | 1–1    |
| Lobos BUAP "C"              | 3–1       | Marina                            | 1–0 | 2–1    |
| Ángeles de la Ciudad        | 1–3       | Santos Córdoba                    | 0–2 | 1–1    |
| Cefor Cuauhtémoc Blanco     | 4–1       | Hidalguense                       | 2–0 | 2–1    |
| Pachuca Aragón GAM (p.)     | 1–1 (3–1) | Deportivo Metepec                 | 0–0 | 1–1    |
| CDU Uruapan                 | 5–4       | Delfines de Abasolo               | 2–2 | 3–2    |
| Salamanca                   | 5–5 (3–5) | (p.) Atotonilco F.C.              | 2–3 | 3–2    |
| Limoneros de Apatzingán     | 5–3       | C.D. Tepatitlán                   | 1–1 | 4–2    |
| Atlético ECCA               | 4–1       | Independiente Mexiquense          | 2–1 | 2–0    |
| Vaqueros Bellavista (p.)    | 2–2 (5–4) | Águilas Reales                    | 0–1 | 2–1    |
| Aves Blancas                | 2–1       | Xalisco F.C.                      | 0–0 | 2–1    |
| La Tribu de Ciudad Juárez   | 3–2       | Dorados de Villa                  | 2–1 | 1–1    |
| San Isidro Laguna           | 0–5       | F.C. Toros                        | 0–4 | 0–1    |
| Atlético San Francisco      | 5–2       | Academia Marco Fabián             | 2–2 | 3–0    |
| Nuevos Valores de Ocotlán   | 2–2 (2–4) | (p.) Lagartos UAN                 | 0–1 | 2–1    |
| Bravos de Nuevo Laredo      | 1–0       | Universidad de Monterrey          | 1–0 | 0–0    |
| Águilas de Pánuco           | 2–2 (3–4) | (p.) Tamasopo F.C.                | –   | –      |
| Tuzos UAZ "B"               | 2–1       | Atlético Tecomán                  | 2–0 | 0–1    |
| Deportivo de los Altos      | 5–5 (7–9) | (p.) Cazcanes de Ameca            | 2–2 | 3–3    |
| Deportivo Ensenada (p.)     | 3–3 (3–2) | Diablos Azules de Guasave         | 1–0 | 1–2    |
| Deportivo Obregón (p.)      | 3–3 (6–5) | Universidad Autónoma de Sinaloa   | 2–1 | 1–2    |

*Nota: El equipo localizado en la columna 1 ejerce de local en el juego de vuelta.

### Dieciseisavos de final
| Equipo 1                    | Agr.      | Equipo 2                 | Ida | Vuelta |
| --------------------------- | --------- | ------------------------ | --- | ------ |
| Potros UAEM "B"             | 3–0       | Mérida                   | 1–0 | 2–0    |
| Escuela de Alto Rendimiento | 2–2 (6–7) | (p.) Atlético de Madrid  | 1–1 | 1–1    |
| Tigres Dorados MRCI (p.)    | 2–2 (4–2) | Sultanes de Tamazunchale | 0–1 | 2–1    |
| Gladiadores Calentanos      | 5–3       | F.C. Los Ángeles         | 1–3 | 4–0    |
| Sporting Canamy             | 3–1       | Atlético Veracruz "B"    | –   | –      |
| Mezcalapa F.C.              | 5–5 (3–4) | (p.) Chetumal            | 2–2 | 3–3    |
| Lobos BUAP "C"              | 2–1       | Santos Córdoba           | 0–1 | 2–0    |
| Cefor Cuauhtémoc Blanco     | 3–1       | Pachuca Aragón GAM       | 2–0 | 1–1    |
| CDU Uruapan                 | 4–3       | Atotonilco F.C.          | 1–1 | 3–2    |
| La Tribu de Ciudad Juárez   | 1–3       | F.C. Toros               | 0–0 | 1–3    |
| Limoneros de Apatzingán     | 2–1       | Atlético ECCA            | 0–0 | 2–1    |
| Vaqueros Bellavista         | 3–2       | Aves Blancas             | 2–1 | 1–1    |
| Atlético San Francisco      | 6–2       | Lagartos UAN             | 4–1 | 2–1    |
| Bravos de Nuevo Laredo      | 1–2       | Tamasopo F.C.            | –   | –      |
| Deportivo Ensenada (p.)     | 3–3 (4–2) | Deportivo Obregón        | 0–1 | 3–2    |
| Tuzos UAZ "B"               | 0–4       | Cazcanes de Ameca        | 0–4 | 0–0    |

*Nota: El equipo localizado en la columna 1 ejerce de local en el juego de vuelta.

### Fase final
|  | Octavos de final | Octavos de final        | Octavos de final    | Octavos de final | Octavos de final |       |                          | Cuartos de final       | Cuartos de final | Cuartos de final | Cuartos de final | Cuartos de final |  |    | Semifinal              | Semifinal | Semifinal | Semifinal | Semifinal |  |    | Final           | Final | Final | Final | Final |
|  |                  |                         |                     |                  |                  |       |                          |                        |                  |                  |                  |                  |  |    |                        |           |           |           |           |  |    |                 |       |       |       |       |
|  | 1S               | Potros UAEM "B"         | 2                   | 0                | 2                |       |                          |                        |                  |                  |                  |                  |  |    |                        |           |           |           |           |  |    |                 |       |       |       |       |
|  | 8S               | Atlético de Madrid      | 1                   | 0                | 1                |       |                          |                        |                  |                  |                  |                  |  |    |                        |           |           |           |           |  |    |                 |       |       |       |       |
|  | 8S               | Atlético de Madrid      | 1                   | 0                | 1                |       | 1S                       | Potros UAEM "B"        | 3                | 0                | 3                |                  |  |    |                        |           |           |           |           |  |    |                 |       |       |       |       |
|  |                  |                         |                     |                  |                  |       | 1S                       | Potros UAEM "B"        | 3                | 0                | 3                |                  |  |    |                        |           |           |           |           |  |    |                 |       |       |       |       |
|  |                  | 6S                      | Tigres Dorados MRCI | 1                | 1                | 2     |                          |                        |                  |                  |                  |                  |  |    |                        |           |           |           |           |  |    |                 |       |       |       |       |
|  | 3S               | 6S                      | Tigres Dorados MRCI | 1                | 1                | 2     | Gladiadores Calentanos   | 2                      | 1                | 3                |                  |                  |  |    |                        |           |           |           |           |  |    |                 |       |       |       |       |
|  | 3S               |                         |                     |                  |                  |       | Gladiadores Calentanos   | 2                      | 1                | 3                |                  |                  |  |    |                        |           |           |           |           |  |    |                 |       |       |       |       |
|  | 6S               | Tigres Dorados MRCI     | 4                   | 1                | 5                |       |                          |                        |                  |                  |                  |                  |  |    |                        |           |           |           |           |  |    |                 |       |       |       |       |
|  | 6S               | Tigres Dorados MRCI     | 4                   | 1                | 5                |       |                          |                        |                  |                  |                  |                  |  | 1S | Potros UAEM "B"        | 0         | 1         | 1         |           |  |    |                 |       |       |       |       |
|  |                  |                         |                     |                  |                  |       |                          |                        |                  |                  |                  |                  |  | 1S | Potros UAEM "B"        | 0         | 1         | 1         |           |  |    |                 |       |       |       |       |
|  |                  | 2S                      | Sporting Canamy     | 2                | 1                | 3     |                          |                        |                  |                  |                  |                  |  |    |                        |           |           |           |           |  |    |                 |       |       |       |       |
|  | 2S               | 2S                      | Sporting Canamy     | 2                | 1                | 3     | Sporting Canamy          | 1                      | 2                | 3                |                  |                  |  |    |                        |           |           |           |           |  |    |                 |       |       |       |       |
|  | 2S               |                         |                     |                  |                  |       | Sporting Canamy          | 1                      | 2                | 3                |                  |                  |  |    |                        |           |           |           |           |  |    |                 |       |       |       |       |
|  | 7S               | Chetumal                | 2                   | 0                | 2                |       |                          |                        |                  |                  |                  |                  |  |    |                        |           |           |           |           |  |    |                 |       |       |       |       |
|  | 7S               | Chetumal                | 2                   | 0                | 2                |       | 2S                       | Sporting Canamy (p.)   | 1                | 2                | 3 (4)            |                  |  |    |                        |           |           |           |           |  |    |                 |       |       |       |       |
|  |                  |                         |                     |                  |                  |       | 2S                       | Sporting Canamy (p.)   | 1                | 2                | 3 (4)            |                  |  |    |                        |           |           |           |           |  |    |                 |       |       |       |       |
|  |                  | 5S                      | Lobos BUAP "C"      | 2                | 1                | 3 (3) |                          |                        |                  |                  |                  |                  |  |    |                        |           |           |           |           |  |    |                 |       |       |       |       |
|  | 4S               | 5S                      | Lobos BUAP "C"      | 2                | 1                | 3 (3) | Cefor Cuauhtémoc Blanco  | 1                      | 1                | 2 (9)            |                  |                  |  |    |                        |           |           |           |           |  |    |                 |       |       |       |       |
|  | 4S               |                         |                     |                  |                  |       | Cefor Cuauhtémoc Blanco  | 1                      | 1                | 2 (9)            |                  |                  |  |    |                        |           |           |           |           |  |    |                 |       |       |       |       |
|  | 5S               | Lobos BUAP "C" (p.)     | 0                   | 2                | 2 (10)           |       |                          |                        |                  |                  |                  |                  |  |    |                        |           |           |           |           |  |    |                 |       |       |       |       |
|  | 5S               | Lobos BUAP "C" (p.)     | 0                   | 2                | 2 (10)           |       |                          |                        |                  |                  |                  |                  |  |    |                        |           |           |           |           |  | 2S | Sporting Canamy | 0     | 2     | 2     |       |
|  |                  |                         |                     |                  |                  |       |                          |                        |                  |                  |                  |                  |  |    |                        |           |           |           |           |  | 2S | Sporting Canamy | 0     | 2     | 2     |       |
|  |                  | 2N                      | CDU Uruapan         | 2                | 1                | 3     |                          |                        |                  |                  |                  |                  |  |    |                        |           |           |           |           |  |    |                 |       |       |       |       |
|  | 1N               | 2N                      | CDU Uruapan         | 2                | 1                | 3     | Atlético San Francisco   | 0                      | 4                | 4                |                  |                  |  |    |                        |           |           |           |           |  |    |                 |       |       |       |       |
|  | 1N               |                         |                     |                  |                  |       | Atlético San Francisco   | 0                      | 4                | 4                |                  |                  |  |    |                        |           |           |           |           |  |    |                 |       |       |       |       |
|  | 8N               | Tamasopo F.C.           | 1                   | 1                | 2                |       |                          |                        |                  |                  |                  |                  |  |    |                        |           |           |           |           |  |    |                 |       |       |       |       |
|  | 8N               | Tamasopo F.C.           | 1                   | 1                | 2                |       | 1N                       | Atlético San Francisco | 2                | 2                | 4                |                  |  |    |                        |           |           |           |           |  |    |                 |       |       |       |       |
|  |                  |                         |                     |                  |                  |       | 1N                       | Atlético San Francisco | 2                | 2                | 4                |                  |  |    |                        |           |           |           |           |  |    |                 |       |       |       |       |
|  |                  | 6N                      | Cazcanes de Ameca   | 0                | 0                | 0     |                          |                        |                  |                  |                  |                  |  |    |                        |           |           |           |           |  |    |                 |       |       |       |       |
|  | 3N               | 6N                      | Cazcanes de Ameca   | 0                | 0                | 0     | Deportivo Ensenada       | 2                      | 0                | 2                |                  |                  |  |    |                        |           |           |           |           |  |    |                 |       |       |       |       |
|  | 3N               |                         |                     |                  |                  |       | Deportivo Ensenada       | 2                      | 0                | 2                |                  |                  |  |    |                        |           |           |           |           |  |    |                 |       |       |       |       |
|  | 6N               | Cazcanes de Ameca       | 2                   | 1                | 3                |       |                          |                        |                  |                  |                  |                  |  |    |                        |           |           |           |           |  |    |                 |       |       |       |       |
|  | 6N               | Cazcanes de Ameca       | 2                   | 1                | 3                |       |                          |                        |                  |                  |                  |                  |  | 1N | Atlético San Francisco | 0         | 2         | 2         |           |  |    |                 |       |       |       |       |
|  |                  |                         |                     |                  |                  |       |                          |                        |                  |                  |                  |                  |  | 1N | Atlético San Francisco | 0         | 2         | 2         |           |  |    |                 |       |       |       |       |
|  |                  | 2N                      | CDU Uruapan         | 2                | 1                | 3     |                          |                        |                  |                  |                  |                  |  |    |                        |           |           |           |           |  |    |                 |       |       |       |       |
|  | 2N               | 2N                      | CDU Uruapan         | 2                | 1                | 3     | CDU Uruapan              | 0                      | 3                | 3                |                  |                  |  |    |                        |           |           |           |           |  |    |                 |       |       |       |       |
|  | 2N               |                         |                     |                  |                  |       | CDU Uruapan              | 0                      | 3                | 3                |                  |                  |  |    |                        |           |           |           |           |  |    |                 |       |       |       |       |
|  | 7N               | F.C. Toros              | 1                   | 0                | 1                |       |                          |                        |                  |                  |                  |                  |  |    |                        |           |           |           |           |  |    |                 |       |       |       |       |
|  | 7N               | F.C. Toros              | 1                   | 0                | 1                |       | 2N                       | CDU Uruapan            | 0                | 4                | 4                |                  |  |    |                        |           |           |           |           |  |    |                 |       |       |       |       |
|  |                  |                         |                     |                  |                  |       | 2N                       | CDU Uruapan            | 0                | 4                | 4                |                  |  |    |                        |           |           |           |           |  |    |                 |       |       |       |       |
|  |                  | 4N                      | Vaqueros Bellavista | 0                | 2                | 2     |                          |                        |                  |                  |                  |                  |  |    |                        |           |           |           |           |  |    |                 |       |       |       |       |
|  | 4N               | 4N                      | Vaqueros Bellavista | 0                | 2                | 2     | Vaqueros Bellavista (p.) | 3                      | 1                | 4 (4)            |                  |                  |  |    |                        |           |           |           |           |  |    |                 |       |       |       |       |
|  | 4N               |                         |                     |                  |                  |       | Vaqueros Bellavista (p.) | 3                      | 1                | 4 (4)            |                  |                  |  |    |                        |           |           |           |           |  |    |                 |       |       |       |       |
|  | 5N               | Limoneros de Apatzingán | 2                   | 2                | 4 (3)            |       |                          |                        |                  |                  |                  |                  |  |    |                        |           |           |           |           |  |    |                 |       |       |       |       |

#### Octavos de final
| 13 de mayo, 16:00 | Tamasopo | 1:0 | Atlético San Francisco | Unidad Deportiva El Chacuaco, Tamasopo |  |

| 16 de mayo, 17:00                                                            | Atlético San Francisco | 4:1 | Tamasopo | Estadio Domingo Velázquez, San Francisco del Rincón |  |
| Con marcador global de 4-2, Atlético San Francisco avanza a cuartos de final |                        |     |          |                                                     |  |

| 14 de mayo, 16:00 | Cazcanes de Ameca               | 2:2 (1:1) | Deportivo Ensenada                  | Núcleo Deportivo y Centro de Espectáculos Ameca, Ameca |                              |
|                   | O. Lecourtois 6' · D. López 54' | Reporte   | A. Covarrubias 24' · J. Fischer 60' | Asistencia: 300 espectadores                           | Asistencia: 300 espectadores |

| 17 de mayo, 14:00                                              | Deportivo Ensenada | 0:1 (0:1) | Cazcanes de Ameca | Estadio Municipal de Ensenada, Ensenada |                                |
|                                                                |                    | Reporte   | J. Ramírez 12'    | Asistencia: 1 500 espectadores          | Asistencia: 1 500 espectadores |
| Con marcador global de 3-2, Cazcanes avanza a cuartos de final |                    |           |                   |                                         |                                |

| 14 de mayo, 19:00 | F.C. Toros      | 1:0 (0:0) | CDU Uruapan | Unidad Deportiva de Torreón, Torreón |                              |
|                   | J. Escobedo 89' | Reporte   |             | Asistencia: 100 espectadores         | Asistencia: 100 espectadores |

| 17 de mayo, 12:00                                             | CDU Uruapan                       | 3:0 (2:0) | FC Toros | Unidad Deportiva Hermanos López Rayón, Uruapan |                                |
|                                                               | R. López 23' · A. Chávez 35', 79' | Reporte   |          | Asistencia: 1 100 espectadores                 | Asistencia: 1 100 espectadores |
| Con marcador global de 3-1, Uruapan avanza a cuartos de final |                                   |           |          |                                                |                                |

| 14 de mayo, 17:00 | Vaqueros Bellavista                        | 3:2 (3:1) | Limoneros de Apatzingán           | Estadio Juan "Bigotón" Jasso, Acatlán de Juárez |                              |
|                   | L. Soto 12' · A. Aguirre 15' · J. Díaz 33' | Reporte   | P. del Real 14' · G. Martínez 90' | Asistencia: 150 espectadores                    | Asistencia: 150 espectadores |

| 17 de mayo, 15:00 | Limoneros de Apatzingán         | 2:1 (1:0) (3:4 p.) | Vaqueros Bellavista | Unidad Deportiva Adolfo López Mateos, Apatzingán |                              |
| | S. Bejarano 24' · J. Chávez 64' | Reporte            | R. Bustamante 85'   | Asistencia: 500 espectadores                     | Asistencia: 500 espectadores |
| Pese a empatar 4-4 en el marcador global, Vaqueros de Bellavista avanza a cuartos de final tras ganar 4-3 en serie de penales |                                 |                    |                     |                                                  |                              |

| 13 de mayo, 11:00 | Atlético de Madrid | 1:2 (1:2) | Potros UAEM "B"                 | Deportivo Rosario Iglesias, Ciudad de México |                              |
|                   | J. Vera 9'         | Reporte   | J. Medina 2' · J. Gutiérrez 32' | Asistencia: 100 espectadores                 | Asistencia: 100 espectadores |

| 16 de mayo, 19:00                                                 | Potros UAEM "B" | 0:0     | Atlético de Madrid | Estadio Universitario Alberto "Chivo" Córdoba, Toluca |                              |
|                                                                   |                 | Reporte |                    | Asistencia: 200 espectadores                          | Asistencia: 200 espectadores |
| Con marcador global de 2-1, Potros UAEM avanza a cuartos de final |                 |         |                    |                                                       |                              |

| 13 de mayo, 15:00 | Tigres Dorados MRCI                                | 4:2 (3:2) | Gladiadores Calentanos         | Cancha MRCI Tlacochahuaya, San Jerónimo Tlacochahuaya |                              |
|                   | A. Blando 17' · D. Torres 19' · E. Zepeda 22', 59' | Reporte   | V. Blancas 3' · L. Mendoza 36' | Asistencia: 500 espectadores                          | Asistencia: 500 espectadores |

| 16 de mayo, 16:00                                                         | Gladiadores Calentanos | 1:1 (1:1) | Tigres Dorados MRCI | Unidad Cuauhtémoc, Arcelia     |                                |
|                                                                           | L. Mendoza 40'         | Reporte   | D. Torres 9'        | Asistencia: 3 000 espectadores | Asistencia: 3 000 espectadores |
| Con marcador global de 5-3, Tigres Dorados MRCI avanza a cuartos de final |                        |           |                     |                                |                                |

| 13 de mayo, 11:00 | Lobos BUAP "C" | 0:1 (0:1) | Cefor Cuauhtémoc Blanco | Ciudad Universitaria BUAP, Puebla |                              |
|                   |                | Reporte   | I. Aguilar 5'           | Asistencia: 100 espectadores      | Asistencia: 100 espectadores |

| 16 de mayo, 13:00                                                                                                  | Cefor Cuauhtémoc Blanco | 1:2 (1:2) (9:10 p.) | Lobos BUAP "C"                    | Estadio Nido Águila, Huauchinango |                              |
| | M. González 35'         | Reporte             | J. Álvarez 28' · Y. Hernández 38' | Asistencia: 800 espectadores      | Asistencia: 800 espectadores |
| Pese a empatar 3-3 en el marcador global, Lobos BUAP avanza a cuartos de final tras ganar 10-9 en serie de penales |                         |                     |                                   |                                   |                              |

| 13 de mayo, 19:00 | Chetumal             | 2:1 (1:1) | Sporting Canamy | Estadio 10 de Abril, Chetumal  |                                |
|                   | M. Castillo 45', 47' | Reporte   | V. Martínez 41' | Asistencia: 3 000 espectadores | Asistencia: 3 000 espectadores |

| 16 de mayo, 13:00                                                     | Sporting Canamy              | 2:0 (1:0) | Chetumal | Deportivo Plutarco Elías Calles, Ciudad de México |                              |
|                                                                       | J. Ramírez 33' · D. Ríos 82' | Reporte   |          | Asistencia: 300 espectadores                      | Asistencia: 300 espectadores |
| Con marcador global de 3-2, Sporting Canamy avanza a cuartos de final |                              |           |          |                                                   |                              |

#### Cuartos de final
| 20 de mayo, 16:00 | Cazcanes de Ameca | 0:2 (0:1) | Atlético San Francisco | Núcleo Deportivo y Centro de Espectáculos de Ameca, Ameca |                              |
|                   |                   | Reporte   | M. Martínez 5', 86'    | Asistencia: 300 espectadores                              | Asistencia: 300 espectadores |

| 23 de mayo, 17:00                                                       | Atlético San Francisco          | 2:0 (1:0) | Cazcanes de Ameca | Estadio Domingo Velázquez, San Francisco del Rincón |                              |
|                                                                         | F. Mesillas 3' · C. Ramírez 87' | Reporte   |                   | Asistencia: 800 espectadores                        | Asistencia: 800 espectadores |
| Con marcador global de 4-0, Atlético San Francisco avanza a semifinales |                                 |           |                   |                                                     |                              |

| 21 de mayo, 17:00 | Vaqueros Bellavista | 0:0     | CDU Uruapan | Estadio Juan "Bigotón" Jasso, Acatlán de Juárez |                              |
|                   |                     | Reporte |             | Asistencia: 250 espectadores                    | Asistencia: 250 espectadores |

| 24 de mayo, 12:00                                        | CDU Uruapan                                        | 4:2 (3:0) | Vaqueros Bellavista           | Unidad Deportiva Hermanos López Rayón, Uruapan |                                |
|                                                          | G. Galván 8', 42' · A. Chávez 36' · C. Montaño 59' | Reporte   | J. González 50' · L. Soto 90' | Asistencia: 1 500 espectadores                 | Asistencia: 1 500 espectadores |
| Con marcador global de 4-2, Uruapan avanza a semifinales |                                                    |           |                               |                                                |                                |

| 20 de mayo, 15:00 | Tigres Dorados MRCI | 1:3 (1:0) | Potros UAEM "B"                                  | Cancha MRCI Tlacochahuaya, San Jerónimo Tlacochahuaya |                                |
|                   | E. Zepeda 13'       | Reporte   | S. Villegas 58' · O. Zaragoza 66' · C. Jaime 80' | Asistencia: 1 000 espectadores                        | Asistencia: 1 000 espectadores |

| 23 de mayo, 19:00                                            | Potros UAEM "B" | 0:1 (0:0) | Tigres Dorados MRCI | Estadio Universitario Alberto "Chivo" Córdoba, Toluca |                              |
|                                                              |                 | Reporte   | C. Bonilla 77'      | Asistencia: 800 espectadores                          | Asistencia: 800 espectadores |
| Con marcador global de 3-2, Potros UAEM avanza a semifinales |                 |           |                     |                                                       |                              |

| 20 de mayo, 15:00 | Lobos BUAP "C"                      | 2:1 (1:0) | Sporting Canamy | Ciudad Universitaria BUAP, Puebla |                              |
|                   | Y. Hernández 11' · I. Navarrete 75' | Reporte   | D. Ríos 89'     | Asistencia: 500 espectadores      | Asistencia: 500 espectadores |

| 23 de mayo, 13:00                                                                                                 | Sporting Canamy      | 2:1 (1:0) (4:3 p.) | Lobos BUAP "C" | Deportivo Plutarco Elías Calles, Ciudad de México |                                |
| | O. Figueroa 34', 75' | Reporte            | G. Carmona 63' | Asistencia: 1 000 espectadores                    | Asistencia: 1 000 espectadores |
| Pese a empatar 3-3 en el marcador global, Sporting Canamy avanza a semifinales tras ganar 4-3 en serie de penales |                      |                    |                |                                                   |                                |

#### Semifinales
| 27 de mayo, 17:00 | CDU Uruapan                   | 2:0 (1:0) | Atlético San Francisco | Unidad Deportiva Hermanos López Rayón, Uruapan |                                |
|                   | G. Galván 36' · L. Menera 79' | Reporte   |                        | Asistencia: 3 500 espectadores                 | Asistencia: 3 500 espectadores |

| 30 de mayo, 17:00                                     | Atlético San Francisco             | 3:2 (2:1) | CDU Uruapan                   | Estadio Domingo Velázquez, San Francisco del Rincón |                                |
|                                                       | J. Cruz 20', 51' · F. Mesillas 32' | Reporte   | C. Montaño 4' · R. Magaña 86' | Asistencia: 3 500 espectadores                      | Asistencia: 3 500 espectadores |
| Con marcador global de 4-3, Uruapan avanza a la final |                                    |           |                               |                                                     |                                |

| 27 de mayo, 13:00 | Sporting Canamy             | 2:0 (0:1) | Potros UAEM "B" | Deportivo Plutarco Elías Calles, Ciudad de México |                              |
|                   | R. Maya 44' · C. Cortés 85' | Reporte   |                 | Asistencia: 800 espectadores                      | Asistencia: 800 espectadores |

| 30 de mayo, 11:00                                             | Potros UAEM "B" | 1:1 (1:1) | Sporting Canamy | Estadio Universitario Alberto "Chivo" Córdoba, Toluca |                                |
|                                                               | J. Villalva 6'  | Reporte   | O. Figueroa 34' | Asistencia: 1 500 espectadores                        | Asistencia: 1 500 espectadores |
| Con marcador global de 3-1, Sporting Canamy avanza a la final |                 |           |                 |                                                       |                                |

#### Final
| 3 de junio, 17:00 | CDU Uruapan                  | 2:0 (0:0) | Sporting Canamy | Unidad Deportiva Hermanos López Rayón, Uruapan |                                |
|                   | R. López 51' · L. Menera 73' | Reporte   |                 | Asistencia: 3 500 espectadores                 | Asistencia: 3 500 espectadores |

| 6 de junio, 13:00                                                             | Sporting Canamy                | 2:1 (1:0) | CDU Uruapan | Deportivo Plutarco Elías Calles, Ciudad de México |                                |
|                                                                               | O. Figueroa 37' · J. Zecua 89' | Reporte   | A. Chávez   | Asistencia: 1 000 espectadores                    | Asistencia: 1 000 espectadores |
| Con marcador global de 3-2, Uruapan es campeón de la Tercera División 2014-15 |                                |           |             |                                                   |                                |

| Campeón Tercera División 2014-15 |
| -------------------------------- |
|                                  |
| Club Deportivo Uruapan           |
| 1° Título                        |

#### Equipos ascendidos a Segunda División
| Club Deportivo Uruapan Asciende a la Liga Premier de Ascenso | Sporting Canamy Asciende a la Liga de Nuevos Talentos |
| ------------------------------------------------------------ | ----------------------------------------------------- |

## Liguilla de filiales
|  | Cuartos de final                                           | Cuartos de final                                           | Cuartos de final                                           | Cuartos de final                                           | Cuartos de final                                           |   |   | Semifinales                                               | Semifinales                                               | Semifinales                                               | Semifinales                                               | Semifinales                                               |  |   | Final                                                | Final                                                | Final                                                | Final                                                | Final                                                |  |
|  | 1 y 2 de mayo de 2015 (ida) 8 y 9 de mayo de 2015 (vuelta) | 1 y 2 de mayo de 2015 (ida) 8 y 9 de mayo de 2015 (vuelta) | 1 y 2 de mayo de 2015 (ida) 8 y 9 de mayo de 2015 (vuelta) | 1 y 2 de mayo de 2015 (ida) 8 y 9 de mayo de 2015 (vuelta) | 1 y 2 de mayo de 2015 (ida) 8 y 9 de mayo de 2015 (vuelta) |   |   | 16 de mayo de 2015 (ida) 22 y 23 de mayo de 2015 (vuelta) | 16 de mayo de 2015 (ida) 22 y 23 de mayo de 2015 (vuelta) | 16 de mayo de 2015 (ida) 22 y 23 de mayo de 2015 (vuelta) | 16 de mayo de 2015 (ida) 22 y 23 de mayo de 2015 (vuelta) | 16 de mayo de 2015 (ida) 22 y 23 de mayo de 2015 (vuelta) |  |   | 27 de mayo de 2015 (ida) 30 de mayo de 2015 (vuelta) | 27 de mayo de 2015 (ida) 30 de mayo de 2015 (vuelta) | 27 de mayo de 2015 (ida) 30 de mayo de 2015 (vuelta) | 27 de mayo de 2015 (ida) 30 de mayo de 2015 (vuelta) | 27 de mayo de 2015 (ida) 30 de mayo de 2015 (vuelta) |  |
|  |                                                            |                                                            |                                                            |                                                            |                                                            |   |   |                                                           |                                                           |                                                           |                                                           |                                                           |  |   |                                                      |                                                      |                                                      |                                                      |                                                      |  |
|  |                                                            |                                                            |                                                            |                                                            |                                                            |   |   |                                                           |                                                           |                                                           |                                                           |                                                           |  |   |                                                      |                                                      |                                                      |                                                      |                                                      |  |
|  | 1                                                          | Cruz Azul Jasso                                            | 1                                                          | 4                                                          | 5                                                          |   |   |                                                           |                                                           |                                                           |                                                           |                                                           |  |   |                                                      |                                                      |                                                      |                                                      |                                                      |  |
|  | 1                                                          | Cruz Azul Jasso                                            | 1                                                          | 4                                                          | 5                                                          |   |   |                                                           |                                                           |                                                           |                                                           |                                                           |  |   |                                                      |                                                      |                                                      |                                                      |                                                      |  |
|  | 8                                                          | Monterrey "B"                                              | 1                                                          | 0                                                          | 1                                                          |   |   |                                                           |                                                           |                                                           |                                                           |                                                           |  |   |                                                      |                                                      |                                                      |                                                      |                                                      |  |
|  | 8                                                          | Monterrey "B"                                              | 1                                                          | 0                                                          | 1                                                          |   | 1 | Cruz Azul Jasso                                           | 2                                                         | 5                                                         | 7                                                         |                                                           |  |   |                                                      |                                                      |                                                      |                                                      |                                                      |  |
|  |                                                            |                                                            |                                                            |                                                            |                                                            |   | 1 | Cruz Azul Jasso                                           | 2                                                         | 5                                                         | 7                                                         |                                                           |  |   |                                                      |                                                      |                                                      |                                                      |                                                      |  |
|  |                                                            |                                                            | 7                                                          | Dorados UACH "B"                                           | 0                                                          | 1 | 1 |                                                           |                                                           |                                                           |                                                           |                                                           |  |   |                                                      |                                                      |                                                      |                                                      |                                                      |  |
|  | 2                                                          | Alto Rendimiento Tuzo                                      | 7                                                          | Dorados UACH "B"                                           | 0                                                          | 1 | 1 | 0                                                         | 0                                                         | 0 (3)                                                     |                                                           |                                                           |  |   |                                                      |                                                      |                                                      |                                                      |                                                      |  |
|  | 2                                                          | Alto Rendimiento Tuzo                                      |                                                            |                                                            |                                                            |   |   |                                                           |                                                           | 0 (3)                                                     |                                                           |                                                           |  |   |                                                      |                                                      |                                                      |                                                      |                                                      |  |
|  | 7                                                          | Dorados UACH "B" (p.)                                      | 0                                                          | 0                                                          | 0 (4)                                                      |   |   |                                                           |                                                           |                                                           |                                                           |                                                           |  |   |                                                      |                                                      |                                                      |                                                      |                                                      |  |
|  | 7                                                          | Dorados UACH "B" (p.)                                      | 0                                                          | 0                                                          | 0 (4)                                                      |   |   |                                                           |                                                           |                                                           |                                                           |                                                           |  | 1 | Cruz Azul Jasso                                      | 1                                                    | 0                                                    | 1                                                    |                                                      |  |
|  |                                                            |                                                            |                                                            |                                                            |                                                            |   |   |                                                           |                                                           |                                                           |                                                           |                                                           |  | 1 | Cruz Azul Jasso                                      | 1                                                    | 0                                                    | 1                                                    |                                                      |  |
|  |                                                            |                                                            | 3                                                          | Mineros de Zacatecas "B"                                   | 4                                                          | 0 | 4 |                                                           |                                                           |                                                           |                                                           |                                                           |  |   |                                                      |                                                      |                                                      |                                                      |                                                      |  |
|  | 3                                                          | Mineros de Zacatecas "B"                                   | 3                                                          | Mineros de Zacatecas "B"                                   | 4                                                          | 0 | 4 | 2                                                         | 8                                                         | 10                                                        |                                                           |                                                           |  |   |                                                      |                                                      |                                                      |                                                      |                                                      |  |
|  | 3                                                          | Mineros de Zacatecas "B"                                   |                                                            |                                                            |                                                            |   |   |                                                           |                                                           | 10                                                        |                                                           |                                                           |  |   |                                                      |                                                      |                                                      |                                                      |                                                      |  |
|  | 6                                                          | Guadalajara "B"                                            | 2                                                          | 0                                                          | 2                                                          |   |   |                                                           |                                                           |                                                           |                                                           |                                                           |  |   |                                                      |                                                      |                                                      |                                                      |                                                      |  |
|  | 6                                                          | Guadalajara "B"                                            | 2                                                          | 0                                                          | 2                                                          |   | 3 | Mineros de Zacatecas "B"                                  | 0                                                         | 5                                                         | 5                                                         |                                                           |  |   |                                                      |                                                      |                                                      |                                                      |                                                      |  |
|  |                                                            |                                                            |                                                            |                                                            |                                                            |   | 3 | Mineros de Zacatecas "B"                                  | 0                                                         | 5                                                         | 5                                                         |                                                           |  |   |                                                      |                                                      |                                                      |                                                      |                                                      |  |
|  |                                                            |                                                            | 4                                                          | Tigres SD                                                  | 1                                                          | 1 | 2 |                                                           |                                                           |                                                           |                                                           |                                                           |  |   |                                                      |                                                      |                                                      |                                                      |                                                      |  |
|  | 4                                                          | Tigres SD                                                  | 4                                                          | Tigres SD                                                  | 1                                                          | 1 | 2 | 1                                                         | 1                                                         | 2                                                         |                                                           |                                                           |  |   |                                                      |                                                      |                                                      |                                                      |                                                      |  |
|  | 4                                                          | Tigres SD                                                  |                                                            |                                                            |                                                            |   |   |                                                           |                                                           | 2                                                         |                                                           |                                                           |  |   |                                                      |                                                      |                                                      |                                                      |                                                      |  |
|  | 5                                                          | Atlas 3.ª                                                  | 0                                                          | 0                                                          | 0                                                          |   |   |                                                           |                                                           |                                                           |                                                           |                                                           |  |   |                                                      |                                                      |                                                      |                                                      |                                                      |  |
|  | 5                                                          | Atlas 3.ª                                                  | 0                                                          | 0                                                          | 0                                                          |   |   |                                                           |                                                           |                                                           |                                                           |                                                           |  |   |                                                      |                                                      |                                                      |                                                      |                                                      |  |
|  |                                                            |                                                            |                                                            |                                                            |                                                            |   |   |                                                           |                                                           |                                                           |                                                           |                                                           |  |   |                                                      |                                                      |                                                      |                                                      |                                                      |  |

| Campeón Tercera División 2014-15 (filiales) |
| ------------------------------------------- |
|                                             |
| Mineros de Zacatecas "B"                    |
| 1° Título                                   |